# Zulassung von Fahrzeugen zum Straßenverkehr
Die Zulassung von Fahrzeugen zum öffentlichen Straßenverkehr ist die administrative Zulassung von Fahrzeugen für den Straßenverkehr.

## Allgemeines
Zu unterscheiden sind die Bauartzulassung bzw. Typisierung und die fahrzeugspezifische Straßenzulassung (Anmeldung des einzelnen Fahrzeugs mitsamt allen verbundenen Rechtsvorgängen).

## Deutschland

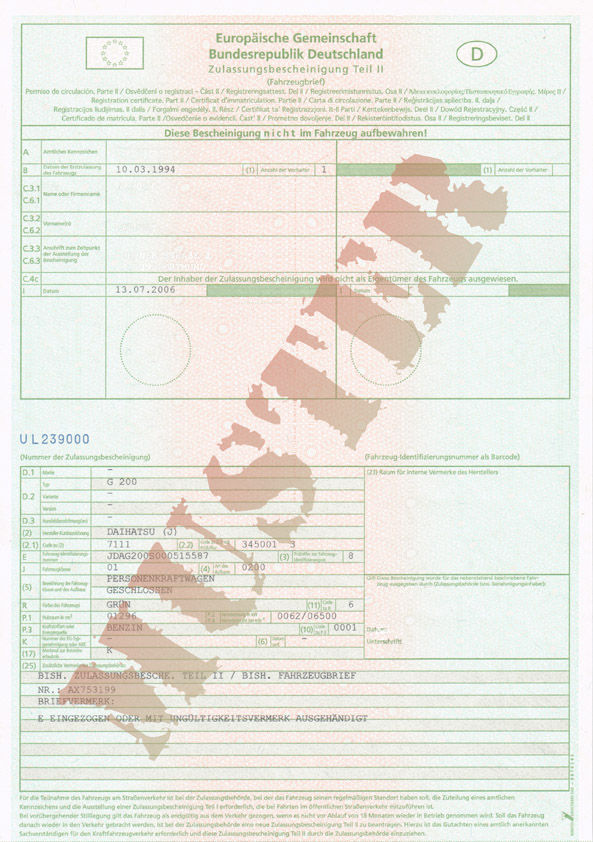
Zulassungsbescheinigung Teil II

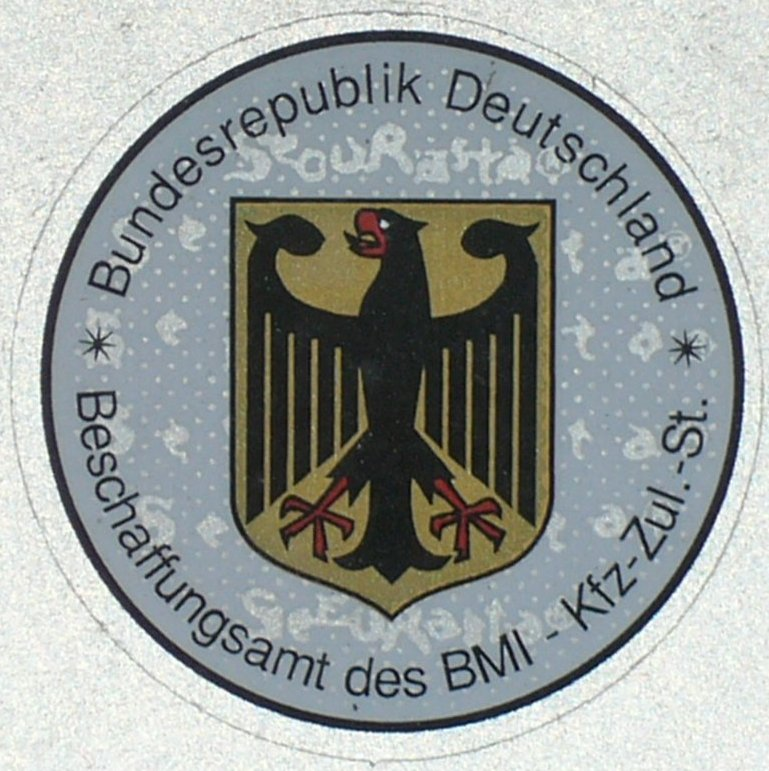
Dienstsiegel des Beschaffungsamtes des BMI auf einem deutschen Kfz-Kennzeichen

Die Zulassung von Fahrzeugen zum öffentlichen Straßenverkehr, dort umgangssprachlich Straßenzulassung, ist für bestimmte Fahrzeuge amtlich geregelt und daher als Hoheitsakt ein Zulassungsverfahren durch die zuständige Zulassungsbehörde.
In Deutschland müssen „Kraftfahrzeuge und ihre Anhänger, die auf öffentlichen Straßen in Betrieb gesetzt werden sollen, […] von der zuständigen Behörde (Zulassungsbehörde) zum Verkehr zugelassen sein“. Für die Zulassung ist ein Antrag des Verfügungsberechtigten (Halters) des Fahrzeugs nötig. Die Zulassung erfolgt „durch Zuteilung eines amtlichen Kennzeichens“.
Die Einzelheiten des Zulassungsverfahrens für „Kraftfahrzeuge mit einer bauartbedingten Höchstgeschwindigkeit von mehr als 6 km/h und […] ihre Anhänger“ sind seit dem 1. März 2007 in der Fahrzeug-Zulassungsverordnung geregelt und waren es zuvor in der Straßenverkehrs-Zulassungs-Ordnung.
Im Falle eines Umzugs ist ein Fahrzeug unverzüglich umzumelden.

### Zuständigkeit
Zuständig für die Zulassung der meisten Kfz sind als untere Verwaltungsbehörden im Rahmen der Auftragsverwaltung für den Bund die Kraftfahrzeug-Zulassungsbehörden. Einigen von ihnen obliegen dabei besondere Aufgaben: Die Zulassungsbehörden Berlins, Hamburgs und der Hauptstädte der Länder lassen die Dienstkraftfahrzeuge von Landesorganen zu, die Zulassungsbehörden von Berlin bzw. Bonn lassen die Dienstfahrzeuge der Bundesorgane, des Diplomatischen Corps und bevorrechtigter internationaler Organisationen zu – wenngleich den Fahrzeugen eigene Unterscheidungszeichen zugeteilt werden.
Die überwiegende Zuständigkeit kommunaler Zulassungsstellen wird – davon abweichend – für die Zulassung der Dienstfahrzeuge bestimmter oberster und oberer Bundesbehörden und bevorrechtigter internationaler Organisationen von Bundesbehörden wahrgenommen; für die Dienstfahrzeuge der Bundespolizei und der Bundesanstalt Technisches Hilfswerk durch das Beschaffungsamt des Bundesministeriums des Innern, für die Bundes-Wasser- und Schifffahrtsverwaltung durch deren Wasser- und Schifffahrtsdirektionen, für die Dienstfahrzeuge der Bundeswehr und der auf Grund des Nordatlantikvertrages errichteten internationalen militärischen Hauptquartiere, die ihren regelmäßigen Standort im Inland haben, durch das Zentrum Kraftfahrwesen der Bundeswehr (ZKfWBw) in Mönchengladbach-Rheindahlen.
Bis in die 1990er Jahre galten abweichende Regelungen auch für die Deutsche Bundesbahn und die Deutsche Bundespost.

### Voraussetzungen
Voraussetzung für die Zulassung ist eine Typgenehmigung (EU oder Kraftfahrtbundesamt) oder ein Gutachten eines amtlich anerkannten Sachverständigen für den Kraftfahrzeugverkehr (aaS) nach § 21 Straßenverkehrs-Zulassungs-Ordnung zur Erlangung einer Einzelbetriebserlaubnis sowie eine Prüfbescheinigung der letzten Hauptuntersuchung.
Ferner muss eine Haftpflichtversicherung in Form einer elektronischen Versicherungsbestätigung nachgewiesen werden. Bis Februar 2008 war das eine zweiteilige Versicherungsbestätigungskarte, die sogenannte Doppelkarte, bei der die Zulassungsstelle eine Durchschrift an den Versicherer weitergeleitet hat.

### Ergebnis der Zulassung
Mit der Zulassung wird die Erlaubnis zum Betrieb des Kraftfahrzeugs auf öffentlichen Straßen, Wegen und Plätzen erteilt. Dies wird durch
- die Zuteilung eines amtlichen Kennzeichens und
- die Ausstellung der Zulassungsbescheinigung Teil 1 (Fahrzeugschein)

dokumentiert. Die Fahrzeug- und Halterdaten einschließlich des Kennzeichens sowie die entsprechenden Verwaltungsdaten werden neben der Speicherung im örtlichen Register bei der Zulassungsstelle auch
- an das zentrale Fahrzeugregister des Kraftfahrt-Bundesamtes;
- bei versicherungspflichtigen Fahrzeugen über das Kraftfahrtbundesamt und den Gesamtverband der Deutschen Versicherungswirtschaft an das für die Kfz-Versicherung des Fahrzeugs zuständige Versicherungsunternehmen;
- bei kraftfahrzeugsteuerpflichtigen Fahrzeugen
  - (bis Ende 2013) an das für die Verwaltung der Kfz-Steuer zuständige Finanzamt,
  - (seit 2014) über das Kraftfahrtbundesamt an das für die Verwaltung der Kfz-Steuer zuständige Hauptzollamt

weitergeleitet.
Bei Neuzulassung oder Halterwechsel werden seit 1. Oktober 2005 EU-weit einheitliche Dokumente ausgestellt.

### Ausnahmen
Es gibt eine Reihe von Fahrzeugen, die nicht zulassungspflichtig, aber betriebserlaubnispflichtig sind. Dazu gehören z. B. Mofas, Kleinkrafträder und Anhänger hinter Motorrädern. Einige dieser Fahrzeuge müssen – obwohl zulassungsfrei – ein eigenes amtliches Kennzeichen führen (z. B. Leichtkrafträder, Anhänger zu Sportzwecken, bestimmte selbstfahrende Arbeitsmaschinen).

### Zulassungsfahrten
Nach § 12 Abs. 4 Fahrzeug-Zulassungsverordnung sind Fahrten, die im Zusammenhang mit dem Zulassungsverfahren stehen, insbesondere Fahrten zur Anbringung der Stempelplakette und Rückfahrten nach Entfernung der Stempelplakette sowie Fahrten zur Durchführung einer Hauptuntersuchung, Sicherheitsprüfung oder einer Untersuchung des Motormanagements und Abgasreinigungssystems innerhalb eines Zulassungsbezirks (und eines angrenzenden Bezirks) mit ungestempelten Kennzeichen dann zulässig, wenn die Zulassungsbehörde vorab ein solches zugeteilt hat und die Fahrten von der Kraftfahrzeug-Haftpflichtversicherung erfasst sind. Die dort verwendete Klausel lautet: „Gilt auch für Fahrten mit ungestempelten Kennzeichen nach § 23 Abs. 4 Satz 7 Straßenverkehrs-Zulassungs-Ordnung.“ Diese Deckungszusage der Versicherung ersetzt nicht die vorherige Zuteilung des Kennzeichens durch die Zulassungsstelle. Die vorherige Zuteilung eines Kennzeichens entspricht inhaltlich weitgehend der endgültigen Zulassung; es sind alle für die reguläre Zulassung erforderlichen Unterlagen vorzulegen. Nicht zulässig sind Zulassungsfahrten ohne Kennzeichen (abgemeldet oder nicht) oder abgelaufenen Export- oder Kurzzeitkennzeichen. Fahrten ohne Zulassung sind regelmäßig strafbare Verstöße gegen das Pflichtversicherungsgesetz und die Abgabenordnung.

## Japan
In Japan muss bei der Anmeldung eines Fahrzeugs ein Stellplatznachweis erbracht werden. Nur in bestimmten ländlichen Regionen besteht diese Pflicht nicht. Der Verwaltungsakt kostet eine Gebühr. Der Stellplatz darf nicht weiter als 800 Meter vom Wohnsitz entfernt liegen und der Besitzer bzw. Stellplatzverwalter muss ein Formular mit Angaben zum Stellplatz ausfüllen, welches bei der Zulassungsstelle eingereicht werden muss. Die Polizei prüft vor Ort, ob die Angaben richtig sind. Erst nach diesem Akt, der einige Tage in Anspruch nimmt, kann eine Zulassung erteilt werden. Diese enthält Stellplatz-Plaketten für Front- oder Rückscheibe, welche angebracht werden müssen. Bei Wohnsitz-Ummeldungen muss dieser Prozess wiederholt werden. Kei-Cars sind von dieser Nachweispflicht befreit und haben daher auch keine Stellplatz-Plaketten, aber erhalten andersfarbige Nummernschilder.

## Liechtenstein
Siehe: #Schweiz und Liechtenstein

## Österreich
In Österreich wurden den privaten Kfz-Versicherungsgesellschaften die Kompetenzen von amtlichen Zulassungsstellen übertragen, darunter auch die Ausgabe von Kennzeichentafeln.
Nach Einbringung eines Fahrzeugs aus dem Inland ist dieses im Inland neu zuzulassen; ein im Ausland zugelassenes Fahrzeuge kann bis zu einem Monat ab Einbringung ins Inland legal verwendet werden. Diese Frist gilt nicht für Fahrzeuge ohne dauernden Standort im Inland; ein dauernder Standort im Inland wird unterstellt, wenn das Fahrzeug für den Arbeitsweg oder alltagstypische Besorgungen verwendet wird. Nach einem Monat ab Einbringung ins Inland gilt die ausländische Zulassung dann aufgehoben, das Fahrzeug ist dann nicht mehr zum Verkehr zugelassen.

## Schweiz und Liechtenstein
Die Zulassung von Fahrzeugen zum Straßenverkehr wird in der Verkehrszulassungsverordnung (VZV) geregelt. Technische Anforderungen an Fahrzeugen, damit sie zugelassen werden können, finden sich in der Verordnung über die technischen Anforderungen an Strassenfahrzeuge (VTS). Die Verordnungen beider Länder sind weitgehend inhaltsgleich: Liechtenstein übernahm die Schweizer Verordnungen (Rechtsangleichung).

## Europäische Union
Für die Zulassung eines im EU-Ausland angemeldeten Fahrzeugs gelten von Land zu Land unterschiedliche Fristen. Auch nach einem Umzug innerhalb der EU muss ein mitgeführtes Kraftfahrzeug im Land des neuen Wohnsitzes angemeldet werden. Fahrzeuge, die in einem anderen EU-Staat zugelassen sind und vorübergehend im Inland privat genutzt werden, sind gemäß Richtlinie 83/182/EWG unter bestimmten Umständen von der inländischen Kraftfahrzeugsteuer ausgenommen. Bei Verwendung eines Fahrzeugs mit ausländischer Zulassung ist in jedem Fall ein Wohnsitznachweis und eine gültige Prüfbescheinigung über die technische Überwachung mitzuführen, da sonst ein Bußgeld verhängt werden kann.